# Catherine Millet
Catherine Millet és una escriptora i crítica d'art francesa nascuda l'any 1948 dins d'una família petit-burgesa a Bois-Colombes. Va ser la fundadora de la publicació mensual sobre art Art Press a finals de 1972 i és autora de nombroses obres i assaigs sobre el món de l'art, així com de la polèmica novel·la autobiogràfica La vida sexual de Catherine M., en la qual parla detingudament de les seves experiències sexuals des de la seva masturbació infantil fins a activitats relacionades amb el sexe en grup. Aquest llibre ha venut més de 400.000 exemplars fins al dia d'avui.
Es va casar amb el poeta, fotògraf i novel·lista francès Jacques Henric, amb el qual ha mantingut una relació monògama des del 1994.
És president d'honor del Festival Internacional del Llibre d'Art i del Film en 2012.